# Lambdacyzm
Lambdacyzm (łac. lambdacismus; od nazwy greckiej litery lambda λ) – zaburzenie mowy, odmiana dyslalii wyodrębniona ze względu na objawy.
Charakteryzuje się nieprawidłową wymową głoski /l/.
Wyróżnia się trzy typy lambdacyzmu:
- lambdacyzm właściwy – są to wszelkiego typu błędne wymowy głoski /l/
- paralambdacyzm – polega na zamianie (substytucji) głoski /l/ na inną (najczęściej /j/ lub /r/) wymawianą prawidłowo (np. lalka – jajka)
- mogilambdacyzm – polega na braku głoski w systemie fonetycznym chorego (np. las – as)

Zaburzenie to leczy się głównie poprzez ćwiczenia mające na celu pionizację języka i jest pomocne także przy występowaniu sygmatyzmu oraz rotacyzmu.